# Lärbro

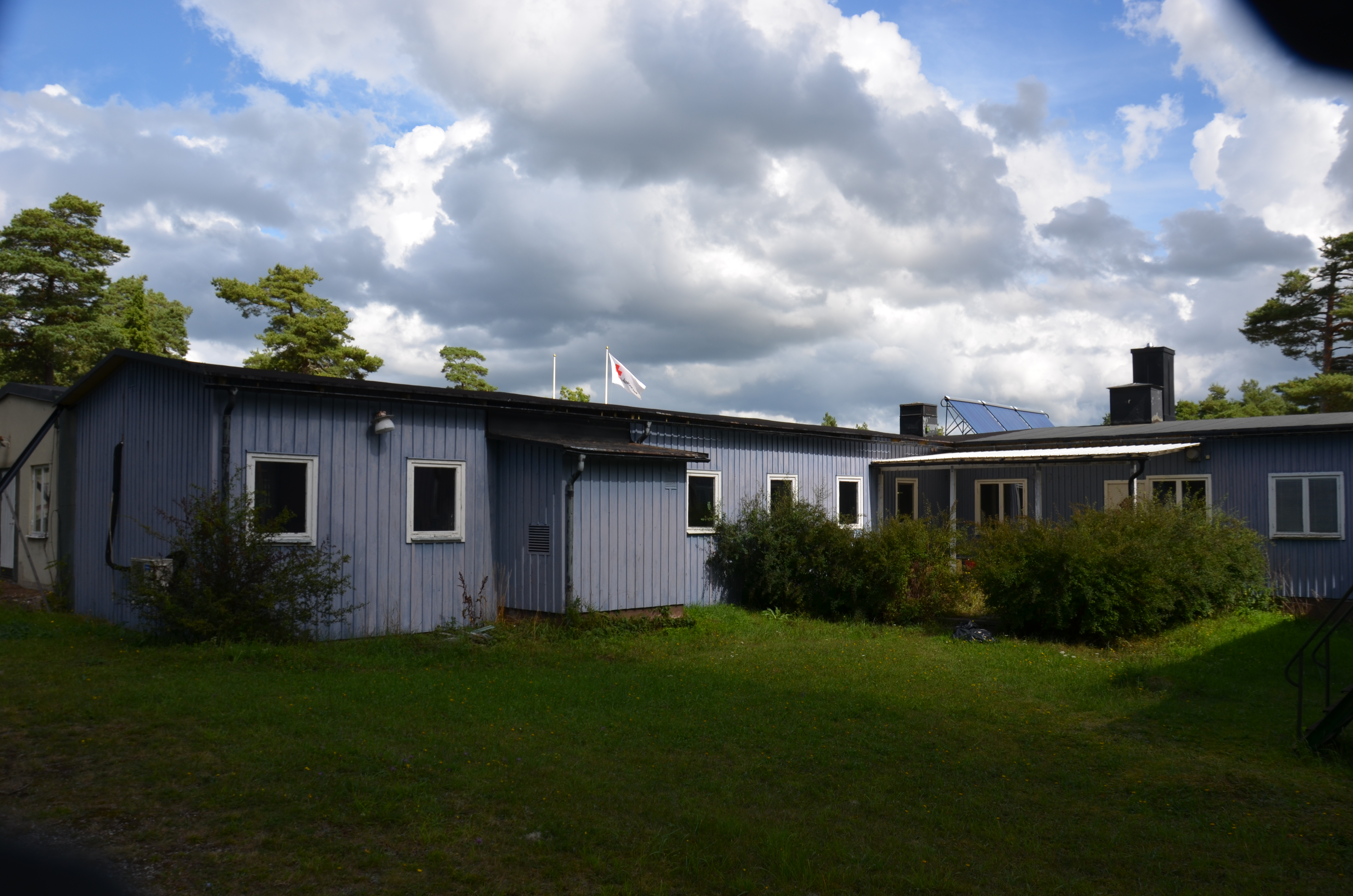
Lärbro krigssjukhusmuseum

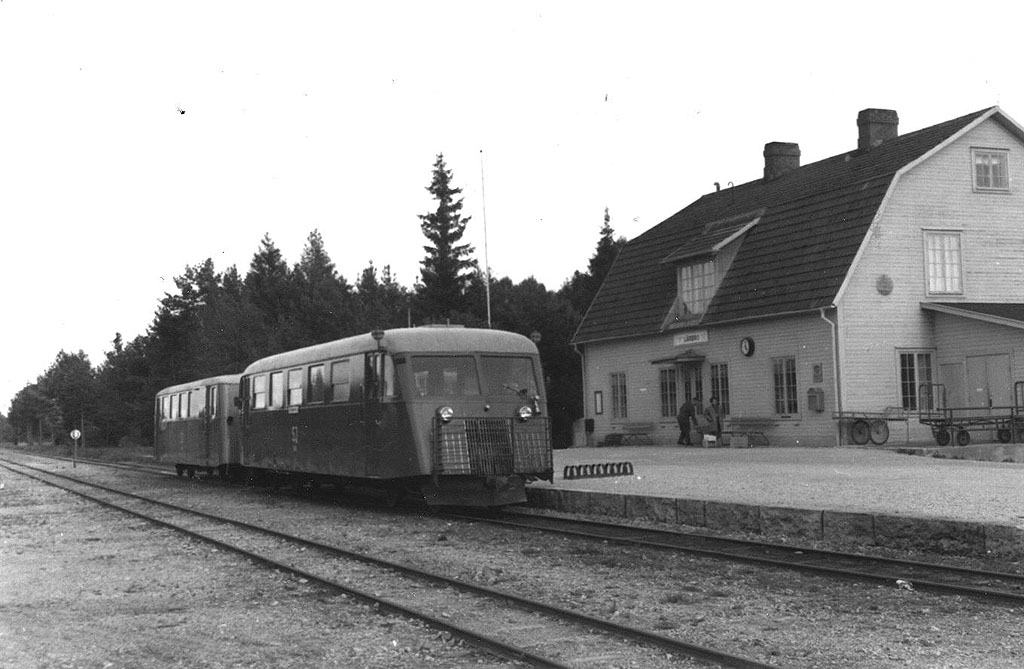
Hilding Carlsson-rälsbuss på Lärbro station, 1957

Lärbro är en kyrkby i Lärbro socken i norra delen av Gotlands kommun.

## Historik
Lärbro kyrka, med sitt åttkantiga torn, är från slutet av 1200-talet. Kastalen strax intill härrör från 1100-talet.
Mellan 1921 och 1960 var orten den norra slutstationen för Gotlands järnvägar.
Vid andra världskrigets utbrott 1939 beslutades det att uppföra ett krigssjukhus i Lärbro, vilket stod klart 1942. Verksamheten vid Lärbro krigssjukhus upphörde 1946. I slutet av kriget vårdades här många baltiska flyktingar och tyska soldater som flydde i samband med kapitulationen. Krigssjukhuset blev senare fångvårdsanstalt som verkade 1957-1995. Sedan 2007 bedrivs det på denna plats Lärbro krigssjukhusmuseum, vandrarhemsverksamhet och friskvårdscenter. De som avled på krigssjukhuset begravdes norr om Lärbro kyrka.

### Befolkningsutveckling
| Befolkningsutvecklingen i Lärbro 1960–2020 | Befolkningsutvecklingen i Lärbro 1960–2020 | Befolkningsutvecklingen i Lärbro 1960–2020 | Befolkningsutvecklingen i Lärbro 1960–2020 | Befolkningsutvecklingen i Lärbro 1960–2020 |
| ------------------------------------------ | ------------------------------------------ | ------------------------------------------ | ------------------------------------------ | ------------------------------------------ |
|                                            |                                            |                                            |                                            |                                            |
| År                                         |                                            |                                            | Folkmängd                                  | Areal (ha)                                 |
| 1960                                       | 1960                                       |                                            | 317                                        |                                            |
| 1965                                       | 1965                                       |                                            | 428                                        |                                            |
| 1970                                       | 1970                                       |                                            | 530                                        |                                            |
| 1975                                       | 1975                                       |                                            | 576                                        |                                            |
| 1980                                       | 1980                                       |                                            | 554                                        |                                            |
| 1990                                       | 1990                                       |                                            | 522                                        | 117                                        |
| 1995                                       | 1995                                       |                                            | 509                                        | 117                                        |
| 2000                                       | 2000                                       |                                            | 512                                        | 117                                        |
| 2005                                       | 2005                                       |                                            | 521                                        | 117                                        |
| 2010                                       | 2010                                       |                                            | 484                                        | 117                                        |
| 2015                                       | 2015                                       |                                            | 423                                        | 75                                         |
| 2020                                       | 2020                                       |                                            | 468                                        | 87                                         |
|                                            |                                            |                                            |                                            |                                            |